# Cele Zece Articole de Bază

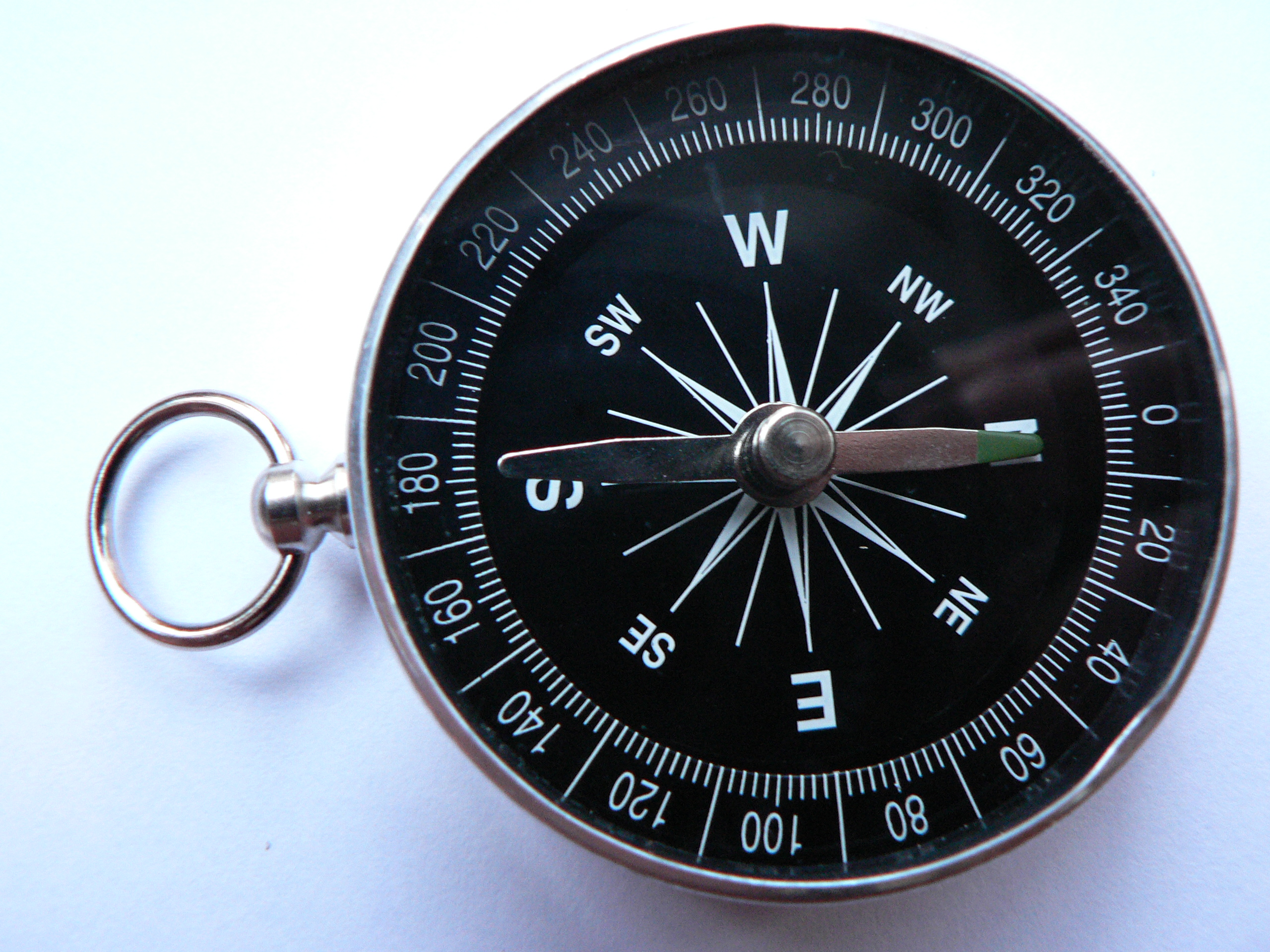
O busolă simplă de buzunar

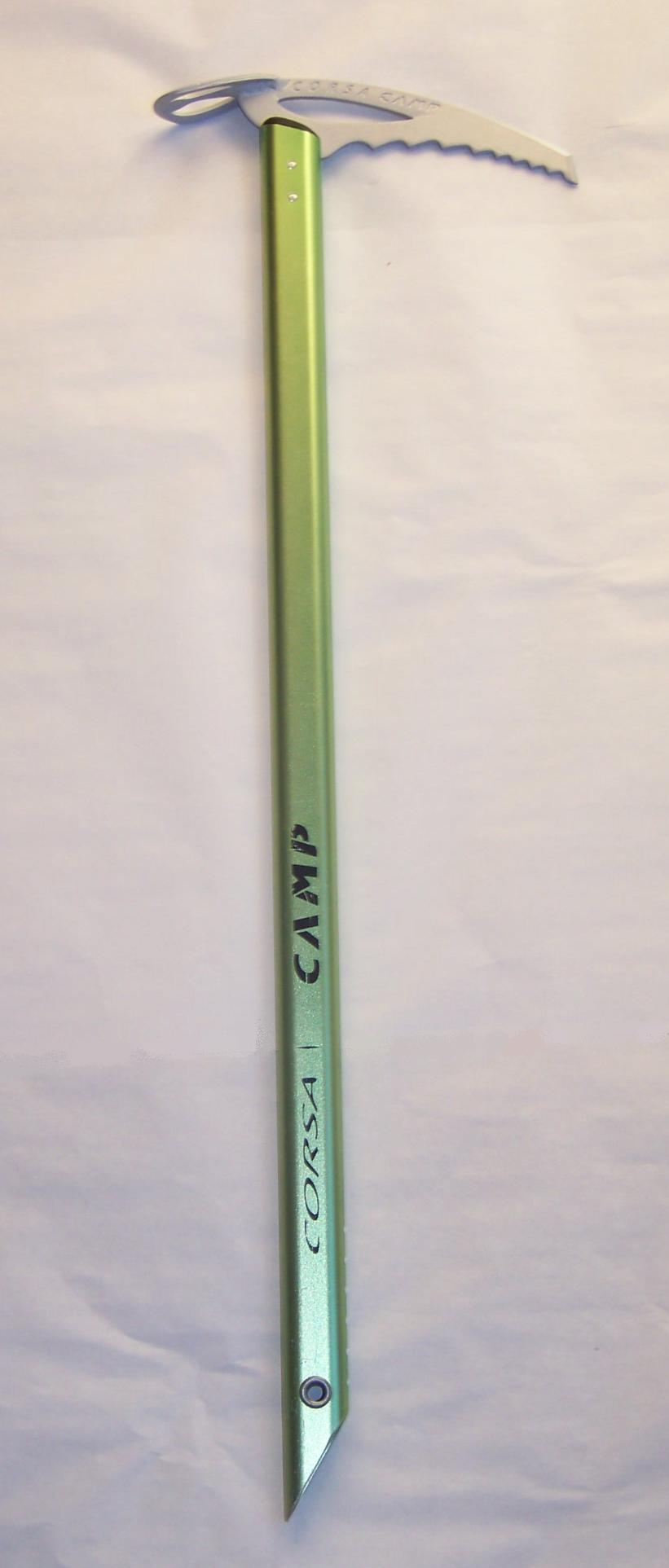
Piolet

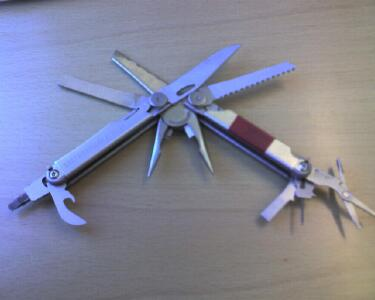
Un cuțit multifuncțional

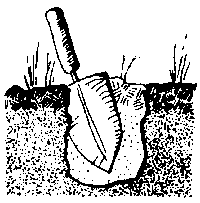
Mistria poate fi folosită pentru a săpa o gaură pentru deșeuri

"Cele Zece Articole de Bază" sunt articole/ elemente de supravețuire recomdate de către organizațiile de drumeții sau excursii, pentru o călătorie în siguranță, în regiunile îndepatate/ izolate, pe trasee de drumeție sau în afara acestora.
Cele Zece Articole de Bază au fost descrise pentru prima data în 1930, de clubul de drumeții și alpinism montan, The Mountaineers. Multe organizații regionale și autori de specialitate recomandă ca excursioniștii, backpackerii, și alpiniștii să se asigure în mod riguros că au cele zece articole esențiale cu ei. Cu toate acestea, unii experți excursioniști ai ultralight backpacking-ului, nu poartă întotdeauna toate aceste articole.

## Lista
Conform celei de-a opta ediții a cărții Mountaineering: The Freedom of the Hills, cele zece articole de bază, sunt acum denumite "clasice". În timp ce sunt încă valide și utilizate pe scară largă, acestea nu reflectă sporturile moderne în aer liber și toate noile gadget-uri care sunt acum comune.

1. Harta
2. Busola (opțional completată cu un receiver GPS)
3. Ochelari de soare și cremă pentru protecție solară
4. Plus de alimente
5. Plus de apa
6. Plus de haine
7. Lanternă frontală/ lanternă
8. Trusă de prim ajutor
9. Articole pentru aprinderea focului, amnar, chibrite rezistente la apă și vânt sau alte arzătoare[5]
10. Cuțit

Manualul recomandă suplimentarea celor zece articole de bază cu:
- Filtru portabil de apă și sticle de apă
- Piolet pentru călătorii pe gheață sau zăpadă (dacă este necesar)
- Trusă pentru reparații, ce include bandă adezivă, lipici și materiale de bază pentru cusut.
- Spray de corp anti insecte (sau haine create cu acest scop)
- Dispozitive de semnalizare, cum ar fi fluier, telefon mobil, radio, telefon satellit, oglindă rezistentă sau flare.
- Prelată de plastic și sfoară pentru adăpost pe teren oportun.

Nu orice expediție va necesita utilizarea unui element esențial. Purtând însă aceste elemente de bază cresc șansele de a fi pregătit pentru o situație de urgență neașteptată în aer liber. Spre exemplu, daca un drumeț trece printr-o furtuna bruscă de zăpadă, hainele uscate si articolele pentru a porni un foc sau arzătoarele, pot fi folosite pentru a menține temperatura corporală optimă, iar harta, busola și fronatlul le v-a permite să iasă din mediul sălbatic cu ușurință, în caz contrar, corpul poate ceda hipotermiei și poate surveni moartea.

## Alte "elemente de bază"
Alte organizații au variații pentru  Cele Zece Articole de Bază, relevante condițiilor locale. Spre exemplu, Wasatch Mountain Club, Utah, enumeră un plus de apă în locul alimentelor, cum Utah, este în cea mai mare parte un teren deșertificat, iar apa este mult mai greu de gasit.
Spokane Mountaineers enumeră "treisprezece articole de bază", ce adaugă listei pătură tip emergency blanket, dispozitiv de semnalizare, precum și hârtie igienică și mistrie (pentru eliminarea sanitară a deșeurilor umane. Hârtie igienică, de asemenea, fiind folosită pentru o aprindere mai ușoară a focului cu lemne).
"Cele Zece Grupuri de Bază" e o abordare alternativă în selecția echipamentului de bază. Articolele din fiecare grup, trebuie alese în funcție de sezon, localizarea geografică, și de durata călătoriei.